# 棕紅斑鱒
棕紅斑鱒，為輻鰭魚綱鮭形目鮭科的一種，為亞熱帶淡水魚，分佈於歐洲巴爾幹半島淡水流域，深度可達50公尺，體長可達62公分，棲息在溪流、湖泊底中層水域，會進行洄游，受環境污染威脅，生活習性不明，可做為食用魚。